# Pulap
Pulap és un atol de corall format per tres illes situat al grup de les illes Pattiw de les illes Carolines, a l'oceà Pacífic. La seva superfície terrestre és de poc menys d'1 km², però si tenim en compte la llacuna interior la superfície augmenta fins als 31,321 km². Es troba uns 230 km a l'oest de l'atol de Chuuk.
Políticament l'atol pertany a l'estat de Chuuk, un dels Estats Federats de Micronèsia i està format per dos municipis, Pollap (al nord) i Tamatam (al sud). La població total, segons el cens de la població l'any 2000 era de 1.270, dels quals 905 eren a Pollap i 365 a Tamatam.
El primer albirament registrat de l'atol Pulap va ser realitzat pel navegant espanyol Alonso de Arellano el 17 de gener de 1565 a bord del patatxo San Lucas. En una carta espanyola de 1879 aquest atol apareix anomenat Los Martires.